# تیتوس واندیس
تیتوس واندیس (انگلیسی: Titos Vandis؛ ۷ نوامبر ۱۹۱۷ – ۲۳ فوریهٔ ۲۰۰۳) یک هنرپیشه اهل یونان بود. وی بین سال‌های ۱۹۵۳ تا ۲۰۰۰ میلادی فعالیت می‌کرد.
از فیلم‌ها یا برنامه‌های تلویزیونی که وی در آن نقش داشته است می‌توان به آنچه همیشه می‌خواستید درباره سکس بدانید، یکشنبه‌ها هرگز، دکترهای جوان عاشق اشاره کرد.